# Люс (округ)
Шаблон:StateAbbr_ 46°17′ пн. ш. 85°20′ зх. д. / 46.28° пн. ш. 85.33° зх. д.
Округ  Люс (англ. Luce County) — округ (графство) у штаті Мічиган, США. Ідентифікатор округу 26095.

## Історія
Округ утворений 1887 року.

## Демографія
За даними перепису 
2000 року 
загальне населення округу становило 7024 осіб, зокрема міського населення було 3219, а сільського — 3805.
Серед мешканців округу чоловіків було 3898, а жінок — 3126. В окрузі було 2481 домогосподарство, 1740 родин, які мешкали в 4008 будинках.
Середній розмір родини становив 2,86.
Віковий розподіл населення поданий у таблиці:
| Стать    | До 15 років | 15-21 | 22-29 | 30-39 | 40-49 | 50-65 | 65-85 | Понад 85 |
| -------- | ----------- | ----- | ----- | ----- | ----- | ----- | ----- | -------- |
| Чоловіки | 579         | 371   | 574   | 690   | 607   | 598   | 430   | 49       |
| Жінки    | 603         | 256   | 240   | 362   | 474   | 588   | 512   | 91       |

## Суміжні округи
- Тандер-Бей, Канада — північ
- Алгома, Канада — північний схід
- Чиппева — схід
- Мекінак — південь
- Скулкрафт — південний захід
- Алджер — захід

## Виноски
1. ↑  U.S. Decennial Census. United States Census Bureau. Архів оригіналу за 4 квітня 2018. Процитовано 26 вересня 2014.
2. ↑  Historical Census Browser. University of Virginia Library. Архів оригіналу за 11 серпня 2012. Процитовано 26 вересня 2014.
3. ↑  Population of Counties by Decennial Census: 1900 to 1990. United States Census Bureau. Архів оригіналу за 15 лютого 2015. Процитовано 26 вересня 2014.
4. ↑  Census 2000 PHC-T-4. Ranking Tables for Counties: 1990 and 2000 (PDF). United States Census Bureau. Архів оригіналу (PDF) за 18 грудня 2014. Процитовано 26 вересня 2014.
5. ↑  State & County QuickFacts. United States Census Bureau. Архів оригіналу за 6 червня 2011. Процитовано 28 серпня 2013.(англ.) Наведено за англійською вікіпедією.
6. ↑  American FactFinder. Бюро перепису населення США. Архів оригіналу за 26 лютого 2012. Процитовано 31 січня 2008.

| США | Це незавершена стаття з географії США. Ви можете допомогти проєкту, виправивши або дописавши її. |